# Partido X
El Partido X, oficialmente Red Ciudadana Partido X: Democracia y Punto, es un partido político español formalmente inscrito en el Ministerio del Interior a finales del 2012 y aparecido públicamente a comienzos de 2013. Fue el primer partido nacido a partir de un grupo de personas afines al 15M y a los movimientos de la cultura libre. Este partido aboga por un modelo de democracia monitorizada y participada por la ciudadanía, explotando el potencial político de las herramientas de comunicación digitales. Su programa se basa en cuatro pilares: la transparencia en la gestión pública; el gobierno bajo control de la ciudadanía y poder legislativo ciudadano (wikidemocracia); a que la ciudadanía pueda votar, si así lo desea, todas las leyes que se debatan en el Parlamento de forma continuada y permanente y la aplicación del referéndum vinculante.
Otras características del Partido X son: las listas abiertas ciudadanas, la financiación mediante micromecenazgo, la redacción colaborativa del programa, la publicación de las cuentas en internet,  la carencia de afiliados, de militantes y de cuotas, el reconocimiento del software libre y la licencia Creative Commons, la organización en red y en nodos, la federación de competencias, la participación secuenciada, el lenguaje activista y el estilo tecnopolítico.
El Partido X ha sido catalogado por algunos investigadores y periodistas especializados como un "antipartido". Sus propios miembros han declarado públicamente que se trata de un proyecto de naturaleza experimental destinado a buscar soluciones innovadoras, validar hipótesis y abrir el espacio electoral a nuevas formas de participación política.
En las elecciones europeas de 2014, el Partido X obtuvo 100.115 votos a pesar de no haber obtenido apenas ninguna cobertura mediática durante la campaña electoral. El Partido X dejó de estar activo en el ámbito electoral en 2015 anunciando que pasaba a estar en latencia sin tener planes de volver a presentarse a elecciones en un periodo indefinido

## Historia

### Antecedentes
La mayoría de los fundadores del Partido X participaron activamente en el denominado Movimiento 15-M. En mayo de 2012 se creó la plataforma 15MpaRato, colectivo que luego pasaría a formar parte de la Comisión Anticorrupción del Partido X. Dicha plataforma es parte de la acusación en los procesos judiciales denominados Caso Bankia, Caso de las preferentes en Bankia y Caso Blesa. Parte de los fundadores de este grupo ciudadano fundaron el Partido X entre finales de 2012 y comienzos de 2013.
Para Manuel Castells,  sociólogo, economista y profesor universitario de Sociología y de Urbanismo en la Universidad de California en Berkeley; el Partido X "emerge del caldo de cultivo creado por el movimiento aunque en ningún caso pueda asimilarse al mismo. Porque no hay "el movimiento" con estructura organizativa ni representantes, sino personas en movimiento que comparten una denuncia básica de las formas de representación política".

### Creación
Se inscribió en el Registro de Partidos Políticos con el nombre "Partido X, Partido del futuro" el 17 de diciembre de 2012 y en noviembre de 2014, el nombre fue modificado a "Red Ciudadana Partido X: Democracia y Punto", nombre con el cual figura inscrito actualmente.
En el lanzamiento en redes el del Partido X el 8 de enero de 2013 se mantuvo el anonimato de sus integrantes, presentándose como un proyecto donde debía primar “las ideas sobre las caras” y donde el uso de una serie de nuevas herramientas, junto a un nuevo método de trabajo, retaba a alterar el funcionamiento de los partidos tradicionales y el sistema político.
El 8 de octubre de 2013 se presentaron los integrantes del partido en rueda de prensa pública.

### Elecciones al Parlamento Europeo de 2014
El Partido X se presentó a las elecciones Europeas de mayo de 2014. Su cabeza de lista fue Hervé Falciani.  Otras personas que compusieron la lista fueron Simona Levi y Raúl Burillo. Obtuvieron 100.561 votos, un 0,64% del total, insuficiente para obtener representación parlamentaria.

## Ideología
El Partido X se presenta como una iniciativa transversal no definida ideológicamente en el eje izquierda-derecha. En su página web manifiestan que el objetivo es la utilización del partido como método para avanzar hacia una forma más directa y participativa de democracia, apoyándose en el pragmatismo y en los grandes consensos sociales que llaman "pacto de mínimos". Su método de trabajo se basa en los principios del código abierto, la cultura libre y la libertad de información.
Este modelo de "partido-red" fue calificado por Víctor Sampedro, catedrático de Comunicación Política en la Universidad Rey Juan Carlos, como la forma “más avanzada de partido-red” ya que “la elaboración colaborativa de un programa, en ausencia de una estructura formal o partidaria previa o de una ideología concreta, no tiene precedentes”.f

### Programa[30]
El programa del Partido X se adecua estrictamente a las competencias de los cargos elegidos en cada una de las fechas del calendario electoral. Hasta ahora se ha adaptado a las elecciones europeas de 2014.
El eje central de su propuesta, Democracia y Punto, se basa en 4 mecanismos para establecer una «verdadera democracia» donde los ciudadanos tengan control sobre lo que se legisla y ejecuta. Estos mecanismos son:
- Transparencia en la gestión pública.
- Gobierno con control ciudadano (wikigobierno: participación ciudadana en la gestión de los asuntos comunes) y poder legislativo ciudadano (wikilegislación: elaboración de legislación participativa y transparente).
- Derecho a que la ciudadanía pueda votar, si así lo desea, todas las leyes que se debatan en el Parlamento de forma continuada y permanente; sin prescindir de diputados pero restando la proporción de voto ciudadano a las votaciones de los mismos.
- Referéndum obligatorio y vinculante.

El Partido X ha desarrollado dos "planes de emergencia" para abordar asuntos que el partido considera prioritarios. Estos planes son el "Plan de Emergencia para salir de la crisis"  y el "Plan de Emergencias Concretas" , que incluye propuestas sectoriales para diferentes áreas: sanidad, educación, ciencia I+D+i, vivienda, energía, y sociedad de la información. Ambos planes partieron de aportaciones de grupos organizados de la sociedad civil como la Plataforma de Afectados por la Hipoteca, la Asociación de Facultativos Especialistas de Madrid, etc.

## Organización
El Partido X establece una estructura organizativa inspirada en la teoría 90-9-1: una estructura en cinco niveles en función del grado de implicación. De mayor a menor, los niveles, inspirados en la nomenclatura del software libre, son:
- Desarrolladores
- Núcleo (kernel)
- Matriz
- Apoyo
- AgendaX

Esta estructura se mantiene abierta y flexible en tanto que los integrantes pueden alterar su papel en función de principios como la implicación, la comprobada competencia, el reconocimiento de los pares, el respeto y el rigor de los objetivos comunes.

### Comisiones
El Partido X creó diferentes comisiones temáticas donde un grupo de expertos ajenos al partido lo asesoran. Las comisiones creadas son: Ciencia e I+D, Educación, Energía, Sanidad, Sociedad de la información, Vivienda y la Comisión Anticorrupción y de Control Ciudadano de Flujos Financieros. Forman parte de estas comisiones Manuel Castells, Hervé Falciani, o Raúl Burillo, y colectivos como 15MpaRato, la Sociedad de Científicos Españoles en el Reino Unido (CERU), la Sociedad de Científicos Españoles en la República Federal de Alemania (CERFA), Bufet Almeida, o Xnet.

### Comisión anticorrupción
Se trata de un grupo de ciudadanos, activistas, profesionales y expertos que trabajan, en colaboración o integrados en el Partido X, para la creación de canales seguros que promuevan la vigilancia ciudadana. Con este método, la Comisión Anticorrupción consiguió la filtración a la prensa de los Correos de Blesa, correos electrónicos del banquero Miguel Blesa incorporados a la causa judicial del Caso Bankia. A raíz de esa filtración se destapó el escándalo de las Tarjetas Black, lo que llevó al juez instructor del caso Bankia a abrir una pieza separada del mismo en la que tratar dicho escándalo

### Financiación
El Partido X se financia mediante donaciones y micromecenazgo.

### Elaboración de listas
El Partido X elaboró su lista para las elecciones europeas de 2014 mediante un procedimiento abierto y participativo en el cual la ciudadanía pudo proponer como candidatos a personas externas ajenas a la estructura del partido, que conformaron una lista conjunta con las personas de la organización.

### El Partido X en la actualidad
En enero de 2015 el Partido X anunciaba que, si bien no se presentaría a las siguientes elecciones en España, continuaría siendo activo en el ámbito electoral colaborando con grupos ciudadanos y continuando su trabajo de vigilancia de procesos electorales.
Desde este anuncio destacan sus colaboraciones en casos como el de denuncia de corrupción en el Comedor social de Benalmádena, colaboración con la Comisión parlamentaria de investigación sobre hospital Son Espases, colaboración con el Grupo ciudadano contra la corrupción en Cataluña  y sus aportes en materia de voto secreto al informe anual de la OSCE sobre las elecciones generales del 2015 en España.
En la actualidad, el Partido X sigue siendo, para investigadores, referencia de experiencia tecnopolítica en España y a nivel internacional.

## Integrantes ilustres
- Manuel Castells (Sociólogo)